# Disgust
El disgust és un sentiment de pena, irritació o rebuig cap a un fet o persona. Pot incloure moments de ràbia, frustració o fàstic segons la persona se senti directament atacada o només jutgi inadequat o desagradable allò que experimenta. La repetició d'un mateix estímul o la decepció són els motius més freqüents de disgust. Físicament es caracteritza per una pujada de la pressió arterial, un moviment d'elevació de celles i llavis i comunicació no verbal per transmetre negativitat. El disgust s'oposa al plaer.